# Фридрихсхафен (аэропорт)
Аэропорт Фридрихсхафен (нем. Flughafen Friedrichshafen, (ИАТА: FDH, ИКАО: EDNY) также — Аэропорт Фридрихсхафен - Боденское озеро — небольшой международный аэропорт, расположенный в 3 км к северу от Фридрихсхафена, Германия, на берегу Боденского озера. 
Это третий по величине аэропорт в немецкой земле Баден-Вюртемберг после аэропортов Штутгарт и Карлсруэ/Баден-Баден.
Рейсы выполняются в европейские мегаполисы и места отдыха; из-за близости к австрийским Альпам он также активно используется зимой туристами, катающимися на лыжах.
В 2015 году аэропорт обслужил 559 985 пассажиров.
Конференц-центр Messe Friedrichshafen находится к северу от взлетно-посадочной полосы аэропорта. В центре проводится ежегодная европейская конференция авиации общего назначения AERO Friedrichshafen и другие конференции.

## История
Аэропорт был основан в деревне Лёвенталь к северо-востоку от Фридрихсхафена в 1915 году, когда были построены первые ангары. Отсюда начались первые регулярные пассажирские рейсы на дирижаблях Zeppelin, задолго до того, как они были переведены в аэропорт Цеппелинхайм во Франкфурте.
Первые регулярные пассажирские рейсы во Фридрихсхафене были выполнены в 1929 году авиакомпанией Deutsche Lufthansa в аэропорт Штутгарт-Бёблинген. К 1935 г. полеты выполнялись на пассажирских самолетах Junkers Ju 52. 
Во Фридрихсхафене также были основаны важные инженерные фирмы, такие как Maybach и Zahnradfabrik Friedrichshafen (ZF), дочерние компании Luftschiffbau Zeppelin.
Во время Второй мировой войны двигатели и редукторы для танков доставлялись прямо из аэропорта, напр. в Харьков, чтобы пополнить необходимые запасы во время Курской битвы.
В 1978 году компания Delta Air организовала первые успешные послевоенные региональные рейсы в Штутгарт и Цюрих. Новое здание терминала и взлетно-посадочная полоса были построены в период с 1988 по 1994 год. Еще один новый терминал был открыт в 2010 году.
InterSky, базирующаяся в аэропорту, отменила рейсы в аэропорт Кёльн-Бонн, которые она выполняла в течение семи лет, в октябре 2010 года из-за жесткой конкуренции со стороны Germanwings, которая начала летать по тому же маршруту весной 2010 года, Germanwings же закрыла маршрут этот 14 июня 2015.
5 ноября 2015 г. InterSky прекратила все операции из-за финансовых трудностей, что привело к прекращению внутренних рейсов в Берлин, Гамбург, Кельн и Дюссельдорф.
В декабре 2015 года было объявлено, что аэропорту может потребоваться финансовая поддержка со стороны его основных владельцев  — города Фридрихсхафен и окружающего района, поскольку закрытие InterSky, одного из крупнейших клиентов аэропорта, привело к финансовым трудностям.
Также в декабре 2015 года VLM Airlines объявила, что разместит три самолета во Фридрихсхафене, чтобы взять на себя внутренние рейсы в Берлин, Дюссельдорф и Гамбург, ранее предоставленные InterSky. Однако в июне 2016 года VLM обанкротилась, в результате чего эти маршруты снова остались неиспользуемыми. 
В 2019 году Sun Air of Scandinavia, дочерняя компания British Airways, объявила о запуске рейсов из Фридрихсхафена в Дюссельдорф, Гамбург и Тулузу, при этом в 2021 году остался только рейс в Дюссельдорф, отчасти из-за пандемии COVID-19.

## Характеристики
Аэропорт состоит из одного здания пассажирского терминала с семью выходами на посадку, а также несколькими магазинами и ресторанами. Перрон состоит рассчитан на семь самолетов; телетрапов нет. 
В здании терминала также есть офисные помещения и смотровая площадка, называемая террасой ON TOP. 
В аэропорту также есть ангар для дирижаблей и объекты авиации общего назначения.
Рядом с терминалом находится музей, посвященный немецкой авиастроительной компании Dornier Flugzeugwerke.
Аэропорт ранее был базой InterSky, австрийской региональной авиакомпании, которая сейчас закрыта.

## Авиакомпании направления
Следующие авиакомпании выполняют регулярные и чартерные рейсы из аэропорта Фридрихсхафена:

## Статистика

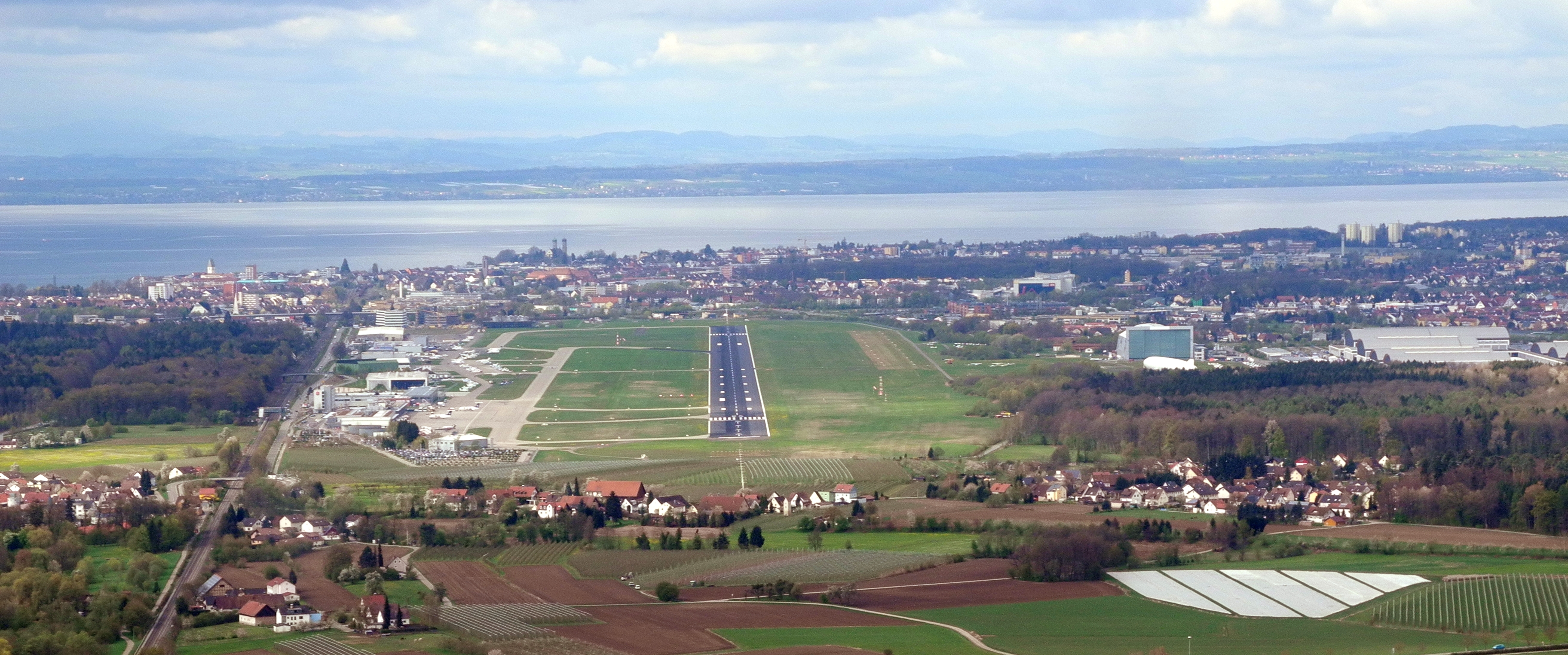
Вид на Боденское озеро и аэропорт.

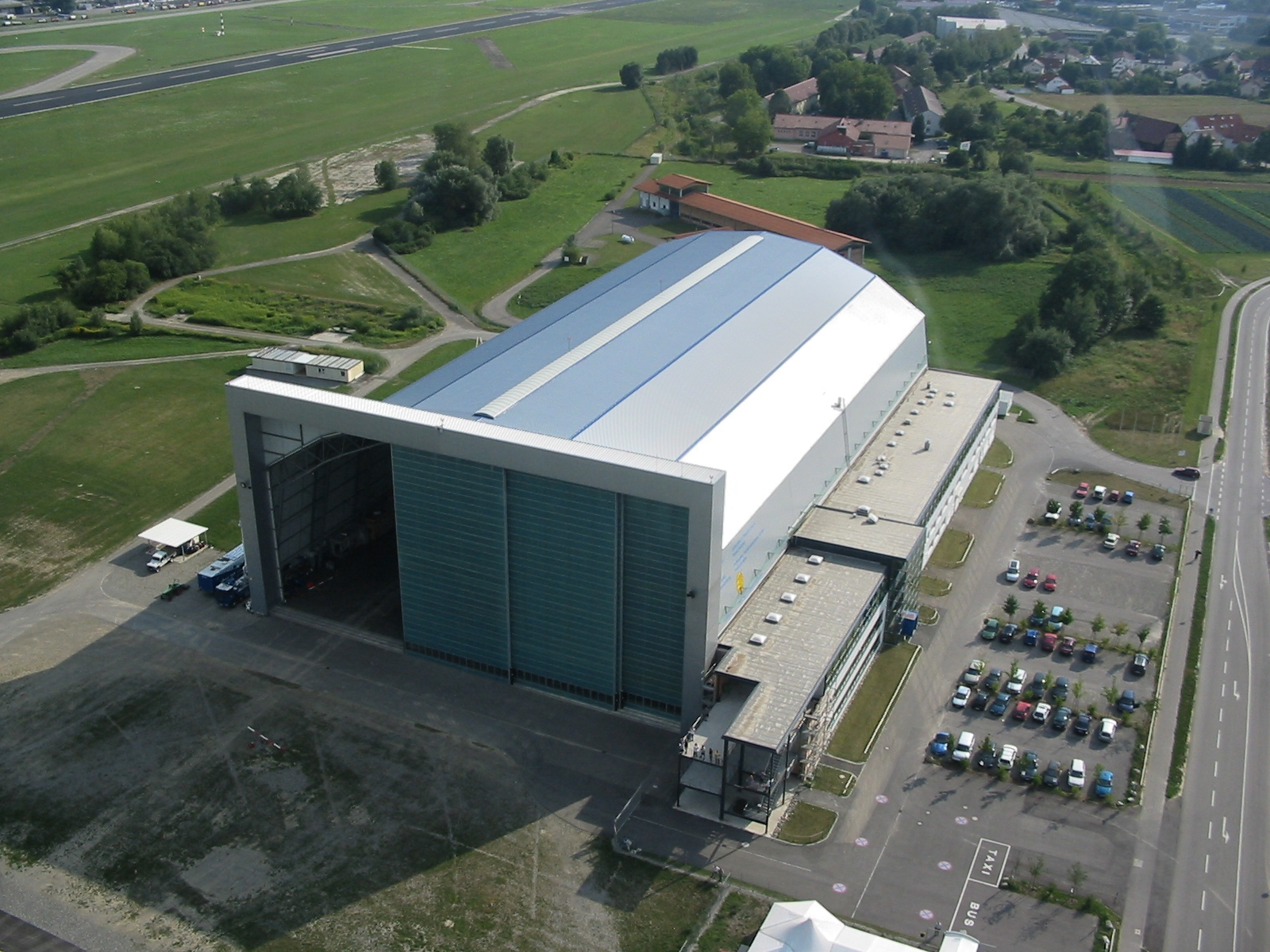
Ангар в аэропорту.

Данные из запроса в Викиданные.
| 2008          | 649,646   |
| 2009          | ▼ 578,484 |
| 2010          | ▲ 590,640 |
| 2011          | ▼ 571,709 |
| 2012          | ▼ 545,121 |
| 2013          | ▼ 536,029 |
| 2014          | ▲ 596,000 |
| 2015          | ▼ 559,985 |
| 2016          | ▼ 520,000 |
| 2017          | ▼ 517,299 |
| 2018          | ▲ 539,698 |
| 2019          | ▼ 489,921 |
| 2020          | ▼ 119,040 |
| 2021          | ▲ 125,841 |
| 2022          | ▲ 339,556 |
| Источник: ADV |           |

## Наземный транспорт

### Автомобильный
До Фридрихсхафена можно добраться со всех сторон по федеральным автомагистралям B30 и B31, которые связаны с несколькими автомагистралями, такими как A96 из Мюнхена или A13 и A14 из Австрии и Швейцарии. В здании терминала такси и агентства по аренде автомобилей доступны.

### Железнодорожный
В аэропорту Фридрихсхафена есть собственная небольшая железнодорожная станция Friedrichshafen Flughafen, расположенная прямо напротив здания терминала. Его регулярно обслуживают местные поезда DB Regio и Bodensee-Oberschwaben-Bahn, которые следуют до центра Фридрихсхафена или ближайшего крупного города, Ульма.